# Никандр Городнозерский
Никандр Городнозерский (ум. 1603) — монах Русской православной церкви; основатель Городноезерской Никандровой пустыни.
О его мирской жизни сведений практически не сохранилось, известно лишь, что Никандр родился в XVI веке. Он основал мужскую Никандрову пустынь (позднее погост Никандровский, затем деревня Никандрово Любытинского района Новгородской области) в Боровичском уезде Новгородской губернии, в 47 верстах к северо-западу от Боровичей и в четырёх верстах от погоста Шероховичи, на берегу озера Городно, по названию которого и получил прозвище Городнозерский.
Когда Никандр основал пустынь, точно неизвестно. В описи 1581 года говорится: «В Никольском же погосте в Шероховичах Царев и Вел. кн. монастырь, стал на черном лесу, Никандрова пустынь, а в ней церковь Воскресенье Хр., да теплая церковь Дмитрей Вологодской Чудотв., келья игуменская, да 10 келей, а в них 3 старцы, а 7 келей пусты». Вместе со своими немногочисленными сподвижниками Никандр прожил в основанной им обители до самой смерти; скончался 15 марта 1603 года. Мощи Никандра были упокоены под спудом в созданной им обители в роще за погостом.
После смерти преподобного, Городноезерская Никандрова пустынь стала приходить в упадок, а число иноков резко уменьшаться. Чтобы поддержать её существавание, пустынь была приписана к Крутецкому монастырю, а в 1764 году упразднена и переименована в погост Никандрово с храмом во имя Воскресения Христова с приделом в честь преподобного Никандра. После октябрьского переворота монастырь был разграблен и закрыт большевиками и лишь после распада СССР началось его восстановление; сейчас там женский монастырь. 
Память его местно чтится 15 марта и 4 ноября в Соборе святителей Новгородских.